# Monster Beverage
Monster Beverage Corporation er en amerikansk producent af energidrik. Deres energidrikke omfatter Monster Energy, Relentless og Burn. Virksomheden blev oprindeligt etableret af Hansen's i 1935 i Californien, oprindeligt solgte de juice. I 2012 skiftede de navn til Monster Beverage og solgte deres Hansen's juice og sodavand til The Coca-Cola Company i 2015.
I 2020 har de de i USA en markedsandel på 39 % af energidrik.